# Benoît Lazzarotto
Pour les articles homonymes, voir Lazzarotto.
Pas d'image ? Cliquez ici

a Compétitions nationales et continentales officielles uniquement.

Dernière mise à jour le 23 septembre 2023.
Benoît Lazzarotto, né le 21 janvier 1988, est un joueur français de rugby à XV évoluant au poste d’ailier.

## Biographie
Benoît Lazzarotto commence le rugby au CA Pontarlier puis rejoint Lyon jusqu’en Crabos. Il rejoint Carcassonne en Fédérale 1 en 2009. En finissant meilleur marqueur du championnat avec 14 essais lors de cette première saison à Carcassonne, il participe à la montée du club en Pro D2. Il confirme ses qualités de finisseur lors des saisons suivantes : cinquième marqueur d'essai avec 10 réussites lors de la saison 2010-2011, il termine meilleur marqueur de Pro D2 en 2012 avec 14 réalisations, puis marque respectivement 7, 8 et 5 essais lors des trois saisons suivantes. Après une saison sans essai, il marque 11 puis 5 essais. Au total, il inscrit 63 essais en 170 matchs en Prod D2 pour Carcassonne, club où il reste pendant neuf saisons malgré les sollicitations de clubs de Top 14.
En mars 2018, Biarritz annonce sa signature pour trois ans plus une en option. En 2021, son contrat n'est pas renouvelé après la montée du BO en Top 14 et il retourne à Carcassonne pour une saison. Il annonce mettre un terme à sa carrière professionnelle à l'issue de la saison 2021-2022.
Il joue en Fédérale 3 pour la saison 2022-23 dans le club du Hasparren Athlétic Club.

## Palmarès
- Champion de France de Fédérale 1 : 2010